# Барселонський субдіалект

Розташування району (кумарки) Барсалунес, де говорять барселонським субдіалектом, на мапі Каталонії

Барсело́нський субдіале́кт центральнокатала́нського діале́кту катала́нської мо́ви (кат. català barceloní) — субдіалект каталанської мови яким говорять у Барселоні та околицях міста. Цей субдіалект є частиною центральнокаталанського діалекту, який входить до східних говорів каталанської мови. 
Сучасний діалект міста Алґе, яке розташоване на о-ві Сицилія в Італії, походить від барселонського субдіалекту.
У дослідженні «Interrogatives absolutes al barceloní i al tarragoní» (див. посилання) для позначення барселонського субдіалекту вживається скорочення «BCN».

## Основа літературної мови
Хоча часто стверджується, що основою літературної каталанської мови став діалект Барселони, — це не зовсім правильно. Лінгвіст Пумпеу Фабра, який народився і мешкав у містечку Ґрасія поблизу Барселони (зараз кілька міських кварталів поблизу проїзду Ґрасія в Барселоні), під час кодифікації каталанської мови взяв за основу усі центральнокаталанські субдіалекти, а не власне барселонський. 

## Іспанізація
Протягом XX ст. з усіх говорів каталанської мови барселонський субдіалект можливо найбільше постраждав від іспанізації, оскільки найбільша іміграція іспаномовців до каталанських країн йшла саме до Барселони та прилеглих міст і містечок. У Барселоні виникли досить значні групи каталаномовців, мовлення яких містить велику кількість іспанських слів, звуки, не характерні літературній каталанській мові тощо.

## Власні риси барселонського субдіалекту

### Вокалізм та консонантизм
Як і інші субдіалекти центральнокаталанського діалекту, у барселонському субдіалекті 8 голосних, 3 ненаголошених та 7 наголошених. Субдіалект відрізняється від інших субдіалектів центральнокаталанського діалекту: 
- Чіткішою різницею між відкритим [ɔ] та закритим [o];
- Чіткішлю різницею між відкритим [ɛ] та закритим [e];
- Тенденцією вимовляти звук [ɐ] замість нейтрального [ə], що пояснюється впливом іспанської мови протягом багатьох поколінь барселонців;
- Знакненням початкової ненаголошеної голосної: déu замість adéu, na замість anar, ver замість haver, особливо після слова "per": per'qui, per'xo, per'bans;
- Зникнення ненаголошеного голосного [ə] між пропивною та r: b'renar замість berenar, t'ronja замість taronja, T'resa замість Teresa;
- Відсутність переходу ненаголошеного [o] в [u] у словах, що є скороченнями: foto ['foto], moto ['mo.to];
- Перехід [e] в [ə] у буквосполученні "eo": geòleg [ʒə'ɔlek];
- Відсутність нейтралізації e у словах, що закінчуються на -ase: classe ['kła.se], base ['ba.ze], fase ['fa.ze];
- Виникнення висхідних дифтонгів: família [fə'mi.łjə] замість [fə'mi.łi.ə].

Щодо консонантизму спостерігаються такі відмінності:
- Соноризація ss у закінченні -ssió: pressió [prə'zjo] замість [prə.si'o], discussió [dis.ku'zjo] замість [dis.ku.si'o];
- Тенденція до переходу [ʎ] в [j] або [i] (під впливом іспанської мови);
- Тенденція до переходу фонеми [ʤ] у [ʧ]: metge ['me.ʧə], platja ['pla.ʧɐ];
- Вимова початкового x як [ʧ] (кат. apitxament): xarop [ʧɐˈɾɔp], Xavier [ʧɐˈβje];
- Вимова x у буквосполученні ex- як [dz] замість літературного [gz]: edzèrcit замість exèrcit, edzercici замість exercici (також розмовні варіанти eksèrcit, eixercit або ejèrcit).

### Лексика
У лексиці носіями субдіалекту вживаються регіоналізми:
- aleshores замість llavors;
- be замість xai;
- tomàquet замість tomata «помідор»;
- brossa замість escombraries «сумка»;
- дієслівні форми інфінітиву tindre, vindre, caldre замість tenir, venir, caler «мати», «приходити», «мати потребу»;
- вульгаризми tencar замість tancar, halar замість menjar «їсти».

### Синтаксис
У синтаксисі вживаються такі специфічні форми:
- У наказовому способі закінчення -eixa замість нормативного -eix: serveixa, reuneixa;
- Форми vem та veu замість vam/vàrem та vau/vàreu: vem fer, veu anar;
- Форма "hets" замість "has": "Com ho hets fet?" замість "Com ho has fet?";
- Герундій з вставним -g-: somriguent замість somrient, poguent замість podent;
- Деякі нестандартні словоформи: coneixo замість conec, apareixo замість aparec, digue'm замість digues-me, donc та dongui замість dono та doni, aveure замість haver-hi, sapigut замість sabut, érets замість eres, fagi замість faci;
- Займенник lis або els hi замість els;
- Займенники ens та us es вимовляються [ən.zə] та [u.zə] перед s: "ens e surt això", "Què us e sembla?";
- Вимова [nən] займенника en: N'en tens? (вважається вульгаризмом);
- Відсутність льєзону для займенника en: "ens en anem?" замість "ens n'anem?";
- Заміна формами "-nos-en" та "-us-en" літературної форми "-se'n": anem-se'n a dutxar", "feu-se'n tantes com vulgueu";
- У виразі «мене звати», де вживається дієслово "dir", займенник приймає повну форму: "Com te dius?" "Com me dic?" замість нормативного "Com et dius?" "Com em dic?";
- Як артиклі перед іменами найчастіше використовуються el/la замість нормативних en/la, які є основними в інших районах, де говорять центральнокаталанським діалектом.